# Колін Кокрофт
Ко́лін Ко́крофт (англ. Colin Cockcroft; 4 жовтня 1918 — 5 грудня 1987) — генерал-лейтенант, південноафриканський військовий діяч.
Військовий лікар, він приєднався до Південно-африканської армії в 1947, і командував централізованою Південно-африканською військовою службою як головний хірург, з 1969 по 1977.

## Рання кар'єра
Він отримав ступінь MBChB в Університеті Вітватерсранда в 1946, а пізніше отримав ступінь магістра з педіатрії в Університеті Преторії.

## Військова кар'єра
У 1947 він приєднався до медичного корпусу Південноафриканської армії, але пізніше пішов у відставку в 1948.
Він служив у 5 та 7 загонах польової швидкої допомоги (5 & 7 Field Ambulance) у Громадянських силах (Citizen Force), поки не приєднався до Постійних сил (Permanent Force) у 1960.
Він командував 1-м військовим госпіталем (Преторія), служив заступником головного хірурга, а пізніше командував централізованою Медичною службою Південної Африки, як головний хірург, з 1969 по 1977, перш ніж вийти у відставку.

## Джерело
- Мілітарія, том 12/2, 1982.